# Elias Menachem Stein
Elias Menachem Stein (13. ledna 1931 Antverpy, Belgie – 23. prosince 2018) byl americký matematik narozený v Belgii.
Rodina Eliase Steina přesídlila do Spojených států amerických, aby tak uprchla před nacisty. Titul Ph.D. Získal na univerzitě v Chicagu pod vedením Antoniho Zygmunda. V matematice se věnoval hlavně matematické analýze, zejména její podoblasti – harmonické analýze.
Obdržel několika významných matematických ocenění, např. Wolfovu cenu za matematiku, Schockovy ceny za matematiku a také cenu Stefana Bergmana.